# Peršyj
Peršyj (in ucraino Перший?) è una rete televisiva pubblica ucraina, gestita dalla Nacional'na Suspil'na Teleradiokompanija Ukraïny (UA:PBC).
È l'unica rete televisiva ucraina a coprire il 97% del territorio nazionale. La rete trasmette principalmente notiziari e programmi a carattere scientifico, culturale, di intrattenimento e sportivo. Il logo della rete è costituito dalla parola "Peršyj" ("Primo").